# Техника рубленого города
Рубленый город — крепостная стена, в основе которой лежали деревянные срубы — городни (отдельные ячейки) или тарасы (более прочные двухрядные сплошные стены с перерубами). В русских городах в технике рубленого города нередко строились детинцы или кремли, тогда как примыкающие к ним окольные города зачастую являлись острогами (стенами из вертикально вкопанных и заострённых брёвен). Постройка стен рубленого города по сравнению с острожными являлась более трудоёмкой, дорогостоящей и требующей специального градостроительного мастерства, но при этом обеспечивала более надёжную защиту. Обе техники исполнения становились во многих городах именами собственными тех или иных укреплений и связанных с ними частей города, к примеру Рубленый город в Ярославле или Рубленый город в Мценске.